# Urfjellglovene
Urfjellglovene ist ein Gletscherbruch im ostantarktischen Königin-Maud-Land. Er liegt südlich der Tunga im Urfjell der Kirwanveggen.
Wissenschaftler des Norwegischen Polarinstituts benannten ihn 1972 in Anlehnung an die Benennung des Urfjell (norwegisch sinngemäß für Berg mit geröllübersäten Hängen) ab.